# Scenes in Swedish Northland
Scenes in Swedish Northland è un cortometraggio muto del 1915. Il nome del regista non viene riportato nei credit del film, un documentario sul nord della Svezia.

## Produzione
Il film fu prodotto dalla Vitagraph Company of America.

## Distribuzione
Distribuito dalla General Film Company, il film - un documentario di 100 metri - uscì nelle sale cinematografiche statunitensi il 15 febbraio 1915. Nelle proiezioni, veniva programmato con il sistema dello split reel, accorpato in un'unica bobina con un altro cortometraggio prodotto dalla Vitagrapfh, la comica The Professor's Nightmare.